# Свободное (Херсонская область)
Свободное (укр. Свободне) — село в Кочубеевской сельской общине Бериславского района Херсонской области Украины.
Почтовый индекс — 74010. Телефонный код — 5535.

## Население
Население по переписи 2001 года составляло 149 человек.

### Языковой состав
Родной язык населения по данным переписи 2001 года:
| Язык       | Численность, чел. | Доля     |
| ---------- | ----------------- | -------- |
| Украинский | 142               | 95,30 %  |
| Молдавский | 4                 | 2,68 %   |
| Русский    | 3                 | 2,02 %   |
| Итого      | 149               | 100,00 % |